# Exército Vermelho Japonês
O Exército Vermelho Japonês (日本赤軍, Nihon Sekigun) foi um grupo comunista que surgiu em meados de 1969. Sua principal base social eram estudantes universitários japoneses, e o grupo seguia uma linha marxista-leninista, anti-monarquista e anti-imperialista.
A fundadora do grupo, Fusako Shigenobu, foi presa em Osaka em novembro de 2000 e em 2001 declarou que o grupo foi dissolvido.

## História
Suas origens podem ser traçadas à organização revolucionária Liga Comunista (Japão), e à sucessora Fração do Exército Vermelho (Japão). Neste último, onde militava Fusako Shigenobu, era feita uma defesa à revolução armada e ao terrorismo como métodos para obter o socialismo e abolir a monarquia no japão. O grupo foi duramente reprimido, e 200 dos membros restantes, Fusako entre eles, se uniram a militantes maoistas para formar o Exército Vermelho Unificado (連合赤軍, Rengō Sekigun), que posteriormente se tornaria o Exército Vermelho do Japão
O Exército Vermelho Japonês tinha relações próximas com a FPLP e com o líder terrorista Wadie Haddad.
Ao longo dos anos, o Exército Vermelho foi autor de diversas ações de grande repercussão internacional e se tornou, após o massacre do Aeroporto de Lod, um dos grupos armados de esquerda mais conhecidos do mundo. Dentre elas há vários desvios de aviões e ataques a embaixadas Ocidentais, como exemplo:
- 30 de maio de 1972: o massacre do Aeroporto de Lod; um ataque com armas e granadas no Aeroporto Lod de Israel em Tel Aviv, agora Aeroporto Internacional Ben Gurion, matou 26 pessoas; cerca de 80 outros ficaram feridos. Um dos três atacantes cometeu suicídio com uma granada, outro foi baleado no fogo cruzado. O único atacante sobrevivente foi Kōzō Okamoto. Muitas das vítimas eram peregrinos cristãos.[5]
- Em 4 de agosto de 1975, uma dezena de seus militantes ocuparam o consulado dos Estados Unidos em Kuala Lumpur, exigindo a libertação de sete companheiros detidos no Japão, cinco dos quais saíram do cárcere e em 1986 atacaram com rockets as embaixadas dos Estados Unidos e Canadá em Jacarta, Indonésia.
- Em 1987 atacaram do mesmo modo as embaixadas dos Estados Unidos e Grã-Bretanha em Roma. Em 1990 atacaram com rockets de fabricação artesanal os palácios imperiais em Tóquio e Kyoto.